# 불쾌한 골짜기

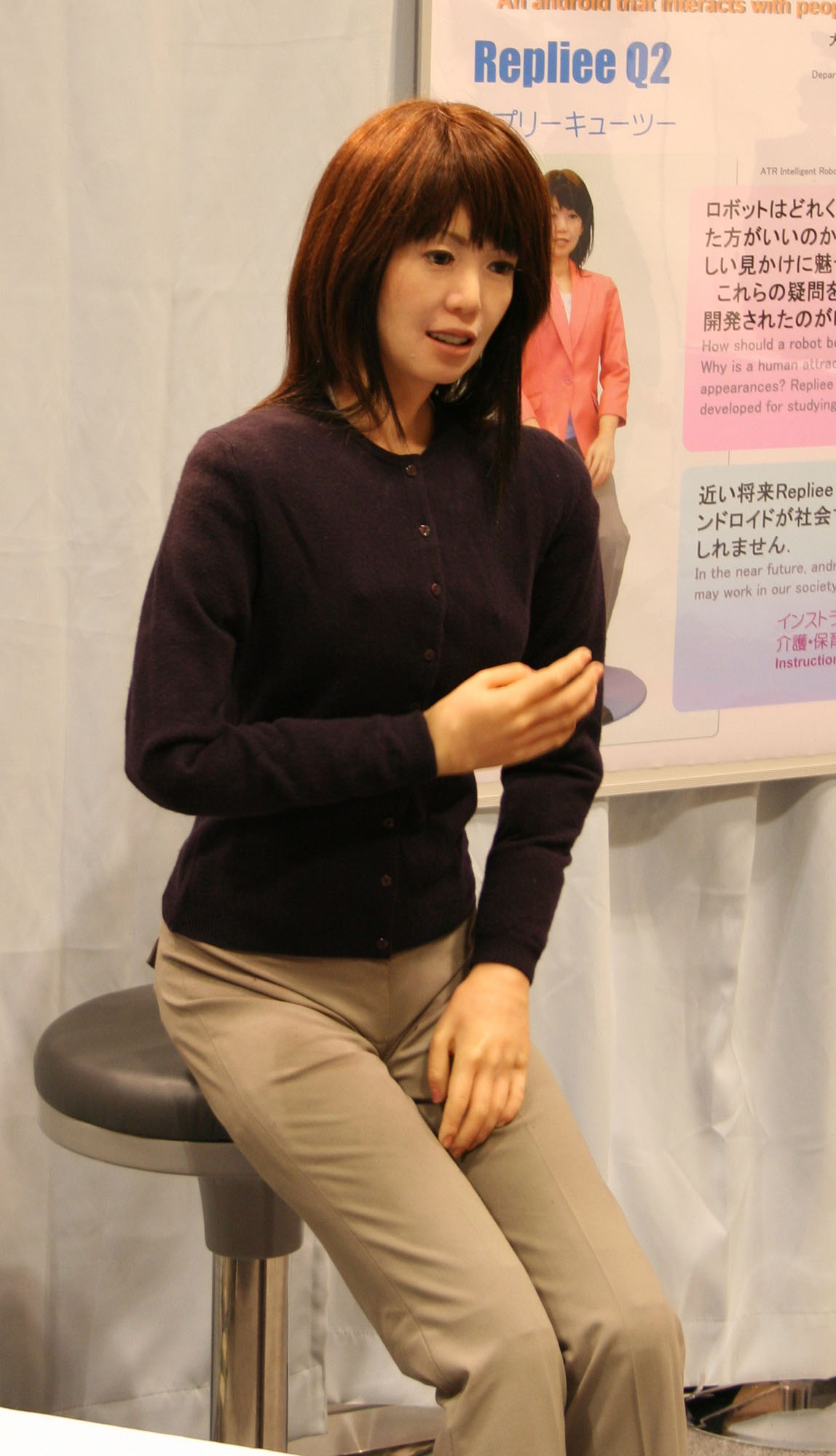
리플리 Q2는 인간의 행동을 따라하는 로봇으로, 눈깜빡임, 숨쉬기, 말하기 등의 기능을 갖췄다. 사람을 인식할 수 있으며, 말을 걸거나 손을 대면 친절하게 응대한다.

불쾌한 골짜기 현상이란 인간이 로봇이나 인간이 아닌 것들에 대해 느끼는 감정에 관련된 로봇공학 이론이다. 이것은 1970년 일본의 로봇공학자 모리 마사히로에 의해 소개되었지만, 실은 에른스트 옌치의 1906년 논문 〈섬뜩함의 심리학에 관하여(Zur Psychologie des Umheimlichen)〉에서 소개된 '섬뜩함(Das Unheimliche)'라는 개념에 매우 의존하고 있다. 옌치의 개념은 지그문트 프로이트의 1919년 논문 〈두려운 낯설음(Das Unheimliche)〉에서 더욱 정교하게 발전되었다. 이러한 문제는 폴라 익스프레스와 같은 3D 컴퓨터 애니메이션에서도 똑같이 일어난다.
범죄자나 실종자, 피살자의 몽타주에서도 느낄 수 있다. 이 경우에는 목격자의 증언 또는 시신 일부의 형상을 조합하여 사람처럼 보이게 만든 무표정한 얼굴이 자신을 뚜렷이 응시하는 데서 오는 불쾌한 골짜기 효과가 있고, 사건의 배경 설명 등이 더욱 공포를 가중시키기 때문에 몽타주를 보면 공포감을 느끼는 사람들이 많은 편이다.

## 이론
로봇공학자 모리 마사히로의 이론에 따르면, 로봇이 점점 더 사람의 모습과 흡사해질수록 인간이 로봇에 대해 느끼는 호감도가 증가하다가 어느 정도에 도달하게 되면 갑자기 강한 거부감으로 바뀌게 된다. 그러나 로봇의 외모와 행동이 인간과 거의 구별이 불가능할 정도가 되면 호감도는 다시 증가하여 인간이 인간에 대해 느끼는 감정의 수준까지 접근하게 된다.
이때 '인간과 흡사한' 로봇과 '인간과 거의 똑같은' 로봇 사이에 존재하는 로봇의 모습과 행동에 의해 느껴지는 거부감이 존재하는 영역을 불쾌한 골짜기(uncanny valley)라고 한다. 이 이름은 '거의 인간에 가까운' 로봇이 실제로는 인간과는 달리 과도하게 이상한 행동을 보이기 때문에 인간과 로봇 간의 상호작용에 필요한 감정을 이끌어내는 데 실패한다는 것을 잘 잡아내고 있다.
이러한 현상은 프린스턴 대학의 연구진들에 의해 수행된 원숭이를 대상으로 한 실험에서도 확인된 바 있다.

## 이론적 배경

모리 마사히로의 이론에 따른 인간과의 유사성(human likeness)과 인간이 느끼는 호감도(familiarity) 그래프. 불쾌한 골짜기(uncanny valley)는 '거의 인간에 가까운' 로봇에 대해 호감도가 떨어지는 영역을 나타낸다. 움직이는 것과 같은 행동은 호감도 변화를 증폭시킨다.

이러한 현상은 다음과 같이 설명된다. 만약 인간과 닮지 않은 개체의 경우 인간과 비슷한 특성들이 쉽게 드러나게 되고, 이런 인간적인 특성들로 인해 호감도는 증가하게 된다. 앞의 경우와는 반대로 인간과 매우 유사한 개체는 인간과 닮지 않은 특성들이 쉽게 드러나게 된다. 따라서 인간의 입장에서는 오히려 '이상하다'라고 느끼게 된다. 결론적으로 불쾌한 골짜기 내에 존재하는 로봇들은 더 이상 인간과 흡사하게 행동하는 로봇으로 판단되지 않고 정상적인 사람과 닮은 사람이 이상한 행동을 하는 것으로 판단된다.
또 다른 가능성은 병에 걸린 사람이나 시체들이 보이는 이상한 행동들이 이러한 휴머노이드 로봇(en)에서 발견되기 때문에 본능적으로 경계심이나 혐오감을 갖게 된다는 것이다. 이러한 반응은 로봇의 경우 더 심각해지는데, 로봇에 대한 혐오에는 명백한 이유가 없는 데 반해 시체를 보는 것에 대한 혐오의 감정은 휠씬 더 이해하기 쉽기 때문이다. 
불쾌한 골짜기 효과는 집단에 이롭지 못한 (특히 양육과 부양) 병자나 정신이상자를 본능적으로 식별하고 배제하려는 수단으로 진화되었을 가능성이 있다.

## 디자인 원칙
불쾌한 골짜기를 피하기 위한 여러 가지 설계 원리가 제안된다.
- 인간의 사실성에서 디자인 요소는 일치해야 한다.[6] 인간과 인간이 아닌 요소가 섞여 있을 때 로봇은 이상하게 보일 수 있다. 예를 들어, 합성 음성을 가진 로봇이나 인간의 목소리를 가진 인간 모두 인간의 목소리를 가진 로봇이나 합성 음성을 가진 인간보다 덜 섬뜩한 것으로 밝혀졌다. 로봇이 더 긍정적인 인상을 주기 위해서는, 외모에서의 인간의 사실성 정도도 행동에서의 인간의 사실성 정도와 일치해야 한다.[7] 애니메이션 캐릭터가 움직임보다 더 인간처럼 보인다면, 이는 부정적인 인상을 준다. 인간 신경 영상 연구는 또한 일치하는 외모와 동작 운동학이 중요하다는 것을 나타낸다.

- 외모, 행동 및 능력을 일치시켜 갈등과 불확실성을 줄인다. 성능 면에서 로봇이 너무 가전제품처럼 보이면 사람들은 로봇에게 거의 기대하지 않고, 너무 사람처럼 보이면 사람들은 로봇에게 너무 많은 것을 기대한다.[8] 매우 사람처럼 생긴 외모는 인간과 같은 동작 역학과 같은 특정 행동이 존재한다는 기대로 이어진다. 이것은 잠재의식 수준에서 작동하며 생물학적 기반을 가질 수 있다. 신경과학자들은 "뇌의 기대가 충족되지 않을 때 뇌는 '예측 오류'를 발생시킨다"고 언급했다. 인간과 같은 인공 에이전트가 보편화됨에 따라 아마도 이러한 새로운 사회적 파트너를 수용하기 위해 우리의 지각 시스템이 다시 조정될 것이다.

- 인간 얼굴 비율과 포토리얼리즘 텍스처는 함께 사용되어야 한다.[7] 포토리얼리즘 인간 텍스처는 인간 얼굴 비율을 요구하거나, 컴퓨터 생성된 캐릭터는 기이한 계곡을 초래할 수 있다. 매력을 향상시키기 위해 아티스트에 의해 전형적으로 사용되는 것들(예컨대, 더 큰 눈)을 포함하여, 비정상적인 얼굴 비율은 포토리얼리즘 인간 텍스처로 섬뜩하게 보일 수 있다.[5]

## 비판
몇몇 로봇공학자들은 인간과 비슷한 로봇이 기술적으로 실현 가능한 것은 최근의 일이므로 모리의 그래프 중 가장 오른쪽 부분은 근거가 없다며 이 이론을 심하게 비판하고 있다. 자신의 여자친구를 닮은 로봇 머리를 개발한 데이비드 핸슨은 불쾌한 골짜기에 대해 "완전히 사이비 과학이지만, 사람들은 그것을 과학이라고 생각한다."라고 말했다. 또한 카네기 멜론 대학의 연구원인 사라 키슬러(Sara Kiesler)는 불쾌한 골짜기의 과학적 위치에 대해 의문을 던지면서 "우리는 불쾌한 골짜기가 참이라는 증거를 가지고 있지만, 동시에 참이 아니라는 증거도 가지고 있다."라고 말했다.
불쾌한골짜기 효과는 세대마다 다르게 느낄 수 있다. 컴퓨터 생성 이미지(CGI), 로봇 등에 익숙한 젊은 세대는 이 가설에 따른 문제의 영향을 덜 받을 수 있다.

## 같이 보기
- 인간중심주의
- 인형
- 파레이돌리아
- 가상 인간

## 참고자료
- Mori, Masahiro (1970). Bukimi no tani The uncanny valley (K. F. MacDorman & T. Minato, Trans.). Energy, 7(4), 33–35. (Originally in Japanese)
- Mori, Masahiro (2005). On the Uncanny Valley. Proceedings of the Humanoids-2005 workshop: Views of the Uncanny Valley 보관됨 2020-02-17 - 웨이백 머신. 5 December 2005, Tsukuba, Japan.
- H. Ishiguro, “Android science: Toward a new cross-disciplinary framework,”in CogSci-2005 Workshop: Toward Social Mechanisms of Android Science, 2005, pp. 1–6.
- MacDorman, Karl F. (2005). Androids as an experimental apparatus: Why is there an uncanny valley and can we exploit it? CogSci-2005 Workshop: Toward Social Mechanisms of Android Science, 106-118. (An English translation of Mori's "The Uncanny Valley" made by Karl MacDorman and Takashi Minato appears in Appendix B of the paper.)
- MacDorman, Karl F. & Ishiguro, H. 보관됨 2021-02-13 - 웨이백 머신 (2006). The uncanny advantage of using androids in cognitive science research. Interaction Studies, 7(3), 297-337.
- MacDorman, K. F. (2006). Subjective ratings of robot video clips for human likeness, familiarity, and eeriness: An exploration of the uncanny valley. ICCS/CogSci-2006 Long Symposium: Toward Social Mechanisms of Android Science. July 26 2005. Vancouver, Canada.
- Carpenter, J., Eliot, M. & Schultheis, D. (2006). The Uncanny Valley: Making human-nonhuman distinctions. Proceedings of the 5th International Conference on Cognitive Science, 81-82.Vancouver, B.C., Canada.
- Carpenter, J., Eliot, M. & Schultheis, D. (2006). Machine or friend: understanding users’ preferences for and expectations of a humanoid robot companion. Proceedings of 5th conference on Design and Emotion, CD-ROM. Gothenburg, Sweden.
- IEEE-RAS Humanoids-2005 Workshop: Views on the Uncanny Valley 보관됨 2020-02-17 - 웨이백 머신. Was held in Tsukuba, Japan, near Tokyo on December 5 2005.
- The Man Who Mistook His Girlfriend For A Robot (Dan Ferber, Popular Science, September 2003)
- The Uncanny Valley 보관됨 2005-07-13 - 웨이백 머신 (Dave Bryant)
- Almost too human and lifelike for comfort - research journal for an uncanny valley PhD project
- Relation between motion and appearance is communication between androids and humans
- Android Science video, the Discovery Channel, 24 March 2005, discusses android science, the uncanny valley and features an Actroid.
- Wired article: "Why is this man smiling?", June 2002.
- The Polar Express: A Virtual Train Wreck, Part 1 - Animation Director Ward Jenkins discusses in length about the use of motion capture in the film. In Part 2, he tries to "fix" the uncanny valley problem by using Photoshop to tweak some of the characters in the film.